# 马迪帕卡姆
马迪帕卡姆（Madippakkam），是印度泰米尔纳德邦Kancheepuram县的一个城镇。总人口14940（2001年）。

## 人口
该地2001年总人口14940人，其中男性7621人，女性7319人；0—6岁人口1280人，其中男615人，女665人；识字率87.72%，其中男性为90.41%，女性为84.92%。